# Holotrichia cavifrons
Holotrichia cavifrons är en skalbaggsart som beskrevs av Brenske 1892. Holotrichia cavifrons ingår i släktet Holotrichia och familjen Melolonthidae. Inga underarter finns listade i Catalogue of Life.